# 葛原貴光
葛原 貴光（くずはら たかみつ、1970年5月25日 - ）は、日本のゲームクリエイター。大阪府生まれ。

## 人物
主に『ゼルダの伝説シリーズ』など数多くの任天堂ソフトのプログラミング（地形システム、敵キャラクター）を手がけている。愛称はしばはら（本名ではないと本人談）。趣味は、釣り、ゲーム、カラオケ、パチンコ。

## 作品
- スーパーファミコン
  - ゼルダの伝説 神々のトライフォース（1991年11月21日）
  - マーヴェラス 〜もうひとつの宝島〜（1996年10月26日）
- ゲームボーイ
  - ゼルダの伝説 夢を見る島（1993年6月6日）
- NINTENDO 64
  - スターフォックス64（1997年4月27日）
  - ヨッシーストーリー（1997年12月21日）
  - ゼルダの伝説 時のオカリナ（1998年11月21日）
  - ゼルダの伝説 ムジュラの仮面（2000年4月27日）
- ニンテンドー ゲームキューブ
  - どうぶつの森+（2001年12月14日）
  - ゼルダの伝説 風のタクト（2002年12月13日）
  - ゼルダの伝説 4つの剣+（2004年3月18日）
  - ゼルダの伝説 トワイライトプリンセス（2006年12月2日）
- ニンテンドーDS
  - スーパーマリオ64DS（2004年12月2日）
  - おいでよ どうぶつの森（2005年11月23日）
- Wii
  - ゼルダの伝説 トワイライトプリンセス（2006年12月2日）
- ニンテンドー3DS
  - ゼルダの伝説 神々のトライフォース2（2013年12月26日）

| スタブアイコン | サブスタブ | この項目は、まだ閲覧者の調べものの参照としては役立たない、人物に関連した書きかけの項目です。この項目を加筆・訂正などしてくださる協力者を求めています（P:人物伝/PJ:人物伝）。 |